# Stützenwechsel

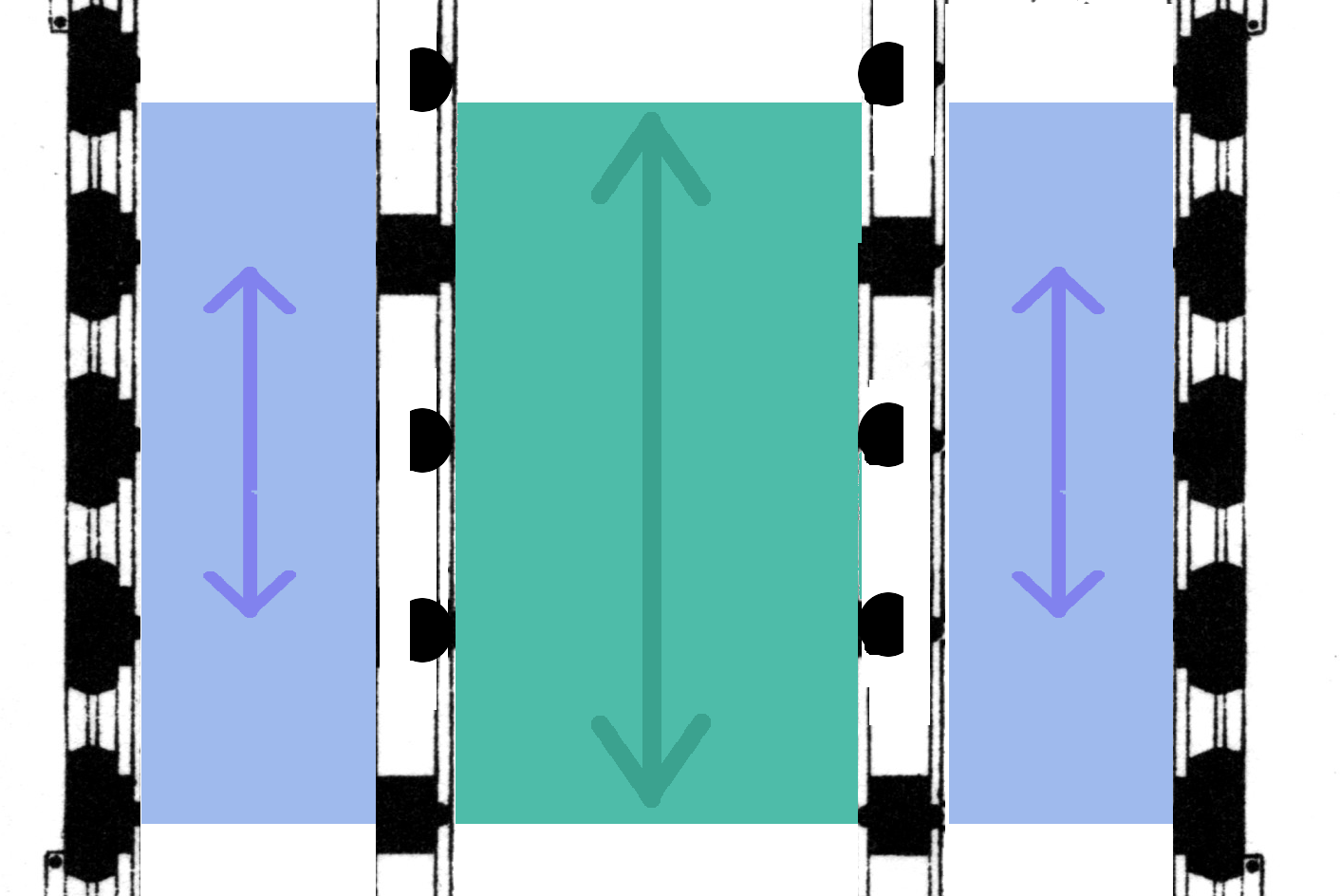
Schematische Darstellung im Plan einer Basilika

Als Stützenwechsel bezeichnet man in der Architektur die wiederkehrende Abfolge von Pfeilern und Säulen. Üblich war er im Langhaus flach gedeckter vorromanischer Basiliken. Im Quadratischen Schematismus, besonders im Gebundenen System betont der Stützenwechsel die geometrische Struktur und oft auch das Tragwerk des Gebäudes.

## Formen

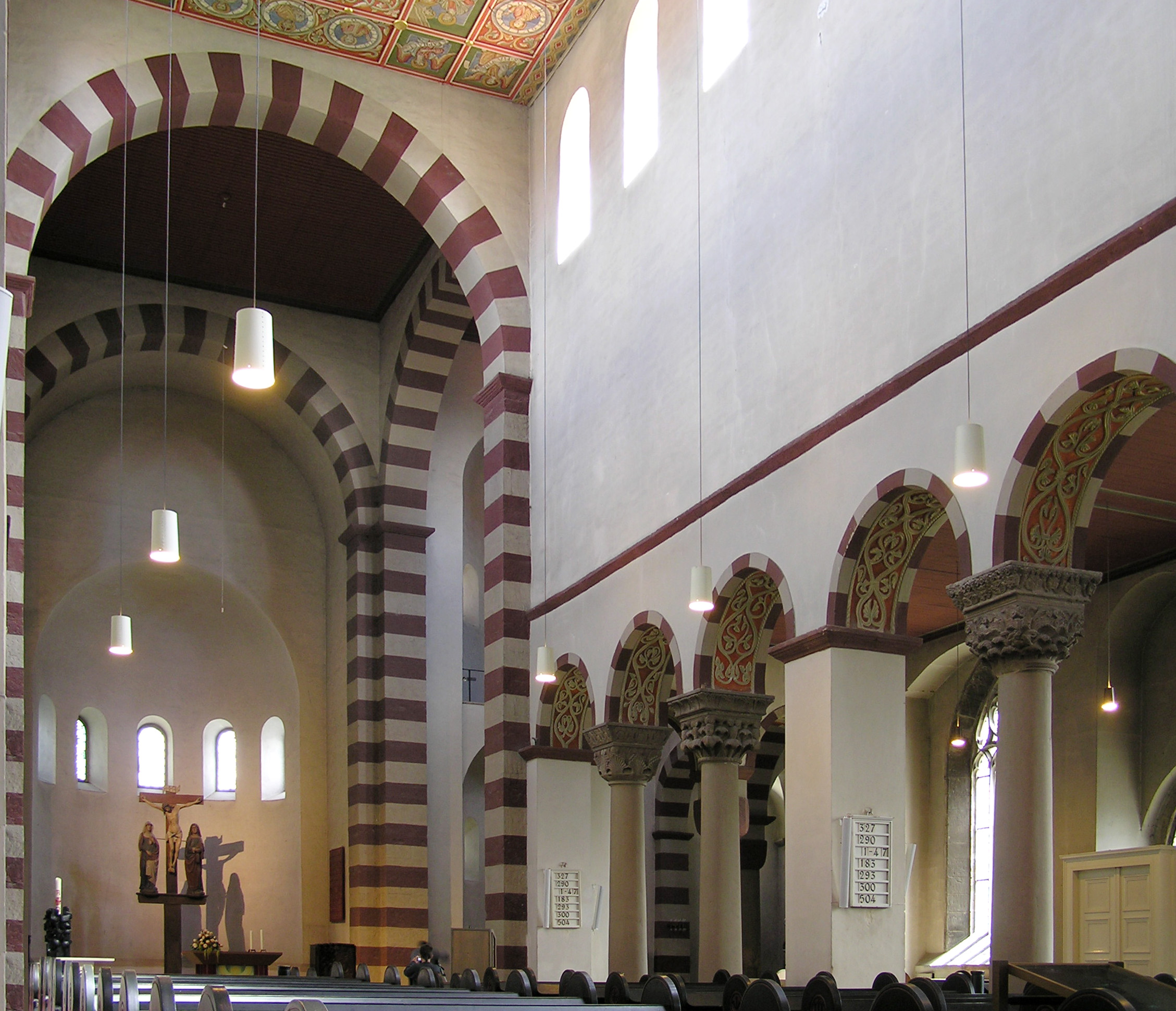
Niedersächsischer Stützenwechsel in St. Michael in Hildesheim (um 1010/15)

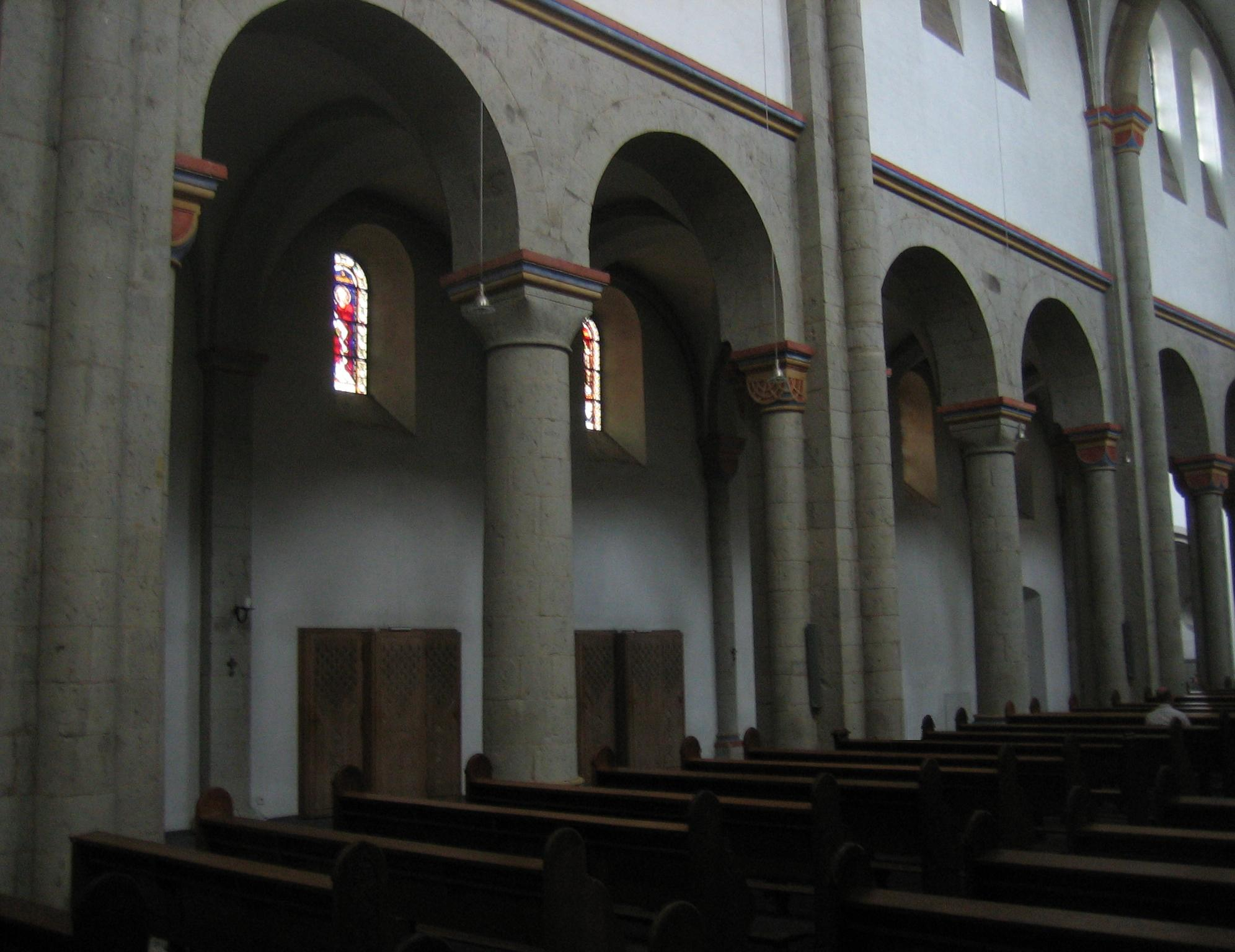
Rheinischer Stützenwechsel in der Klosterbasilika von Knechtsteden (ab 1138)

Beim rheinischen Stützenwechsel folgten Pfeiler und Säule abwechselnd aufeinander (S-P-S-P), beim (nieder)sächsischen Stützenwechsel je zwei Säulen auf einen Pfeiler (P-S-S-P). So ergibt sich beim niedersächsischen Stützenwechsel bei drei Langschiffjochen zwangsläufig die Zahl von zwei freistehenden Pfeilern und sechs Säulen auf jeder Seite (also vier bzw. zwölf insgesamt), was von zahlensymbolischer Bedeutung war (4 Evangelisten, 12 Apostel).
Bei Einführung des Kreuzgratgewölbes wurde es üblich, den Pfeilern – statisch nicht unbedingt notwendige – Halbsäulen (Dienste) vorzulegen, die bis zu den Kämpfern des Gewölbes reichten. Im Gegenzug wurden die zwischenliegenden Säulen durch meist schlichte Pfeiler ersetzt (z. B. Wormser Dom), so dass eine rhythmische Anordnung erhalten blieb. In der Gotik wurde der Stützenwechsel – von wenigen Ausnahmen abgesehen – endgültig aufgegeben.